# Louis Delétraz
Louis Delétraz (ur. 22 kwietnia 1997 w Genewie) – szwajcarski kierowca wyścigowy. Wicemistrz Europejskiego Pucharu Formuły Renault 2.0 w 2015, mistrz Formuły V8 3.5 w 2016. W 2022 roku kierowca World Endurance Championship w zespole Prema Orlen Powerteam w klasie LMP2.

## Życiorys

### Formuła BMW
Delétraz rozpoczął karierę w jednomiejscowych samochodach wyścigowych w 2012 roku od startów w Formule BMW Talent Cup. W ciągu trzech wyścigów, w których wystartował, raz wygrał, a dwukrotnie stawał na podium. Uzbierane 40 punktów dało mu czwarte miejsce w klasyfikacji generalnej.

### Formuła Renault 2.0
W 2013 roku Szwajcar startował w Północnoeuropejskim Pucharze Formuły Renault 2.0, gdzie ukończył sezon na szesnastej pozycji.
Na sezon 2014 Delétraz podpisał kontrakt z niemiecką ekipą Josef Kaufmann Racing na starty w Północnoeuropejskim Pucharze Formuły Renault 2.0. W ciągu piętnastu wyścigów, w których wystartował, pięciokrotnie stawał na podium, w tym raz na jego najwyższym stopniu. Uzbierane 242 punkty pozwoliły mu zdobyć tytuł wicemistrza serii. Wystartował także gościnnie w sześciu wyścigach Europejskiego Pucharu Formuły Renault 2.0, gdzie drugi wyścig niemieckiej rundy ukończył na siódmej pozycji.
W sezonie 2015 kontynuował współpracę z niemieckim zespołem, łącząc udział w północnoeuropejskim cyklu z europejską edycją. W pierwszej z nich zdominował rywalizację, wygrywając 9 z 16 wyścigów. Poza tym dwunastokrotnie sięgał po pole position oraz ośmiokrotnie uzyskiwał najszybsze okrążenie. W drugiej z kolei znakomicie rozpoczął, wygrywając dwa z trzech startów na hiszpańskim torze Alcaniz. Popisał się także podczas weekendu na węgierskim Hungaroring, gdzie był trzeci i pierwszy. Do połowy sezonu posiadał dużą przewagę punktową i wydawało się, że pewnie sięgnie po tytuł. Błędy związane z narastającą presją odbiły się jednak na końcówce sezonu, w której m.in. przez słabe starty tylko raz ukończył rywalizację na podium (trzecia lokata w Le Mans). W konsekwencji tytuł mistrzowski przegrał różnicą trzynastu punktów z doświadczonym Brytyjczykiem Jackiem Aitkenem, natomiast jego partner zespołowy, a zarazem rodak Kevin Jörg, zdobył tyle samo punktów (193), lecz przegrał wicemistrzostwo liczbą zwycięstw. Szwajcar pięciokrotnie startował z pole position oraz trzykrotnie uzyskał najszybsze okrążenie wyścigu. Wraz z Jörgiem zapewnili jednak swojemu pracodawcy tytuł w klasyfikacji zespołów.

### Formuła Renault 3.5/Formuła 3.5 V8
W roku 2015 zadebiutował w Formule Renault 3.5. Wystartował w jednej rundzie na torze Red Bull Ring. W pierwszym starcie był piętnasty, natomiast w drugim nie dojechał do mety. Była to także jedyna eliminacja dla jego ekipy Comtec Racing, która z powodu problemów finansowych nie była w stanie przygotować się do całego sezonu.
W sezonie 2016 został etatowym kierowcą mistrzowskiego zespołu Fortec Motorsports.

## Życie prywatne
Jest synem byłego kierowcy Formuły 1, Jeana-Denisa Délétraz.

## Wyniki

### Podsumowanie
| Sezon | Seria                                         | Zespół                    | Starty           | P1               | PP               | NO               | Podia            | Punkty           | Pozycja          |
| ----- | --------------------------------------------- | ------------------------- | ---------------- | ---------------- | ---------------- | ---------------- | ---------------- | ---------------- | ---------------- |
| 2012  | Formuła BMW Talent Cup                        |                           | 3                | 1                | 3                | 1                | 2                | 40               | 4                |
| 2013  | Północnoeuropejski Puchar Formuły Renault 2.0 | Josef Kaufmann Racing     | 16               | 0                | 0                | 0                | 0                | 77               | 19               |
| 2014  | Europejski Puchar Formuły Renault 2.0         | AVF                       | 6                | 0                | 0                | 0                | 0                | 0                | NS†              |
| 2014  | Europejski Puchar Formuły Renault 2.0         | Josef Kaufmann Racing     | 6                | 0                | 0                | 0                | 0                | 0                | NS†              |
| 2014  | Północnoeuropejski Puchar Formuły Renault 2.0 | 15                        | 1                | 1                | 0                | 5                | 242              | 2                |                  |
| 2015  | BMW M235i Racing Cup Belgien                  | Walkenhorst Motorsport    | 1                | 0                | 0                | 0                | 0                | 0                | –                |
| 2015  | Formuła Renault 3.5                           | Comtec Racing             | 1                | 0                | 0                | 0                | 0                | 0                | 29               |
| 2015  | Północnoeuropejski Puchar Formuły Renault 2.0 | Josef Kaufmann Racing     | 16               | 9                | 11               | 8                | 12               | 378              | 1                |
| 2015  | Europejski Puchar Formuły Renault 2.0         | Josef Kaufmann Racing     | 17               | 3                | 5                | 3                | 5                | 193              | 2                |
| 2016  | Formuła V8 3.5                                | Fortec Motorsports        | 18               | 2                | 3                | 6                | 9                | 230              | 2                |
| 2016  | ADAC GT Masters                               | Schubert Motorsport       | 8                | 0                | 0                | 0                | 0                | 14               | 36               |
| 2016  | Seria GP2                                     | Carlin                    | 2                | 0                | 0                | 0                | 0                | 0                | 26               |
| 2017  | Formuła 2                                     | Racing Engineering        | 14               | 0                | 0                | 0                | 0                | 16               | 17               |
| 2017  | Formuła 2                                     | Rapax                     | 8                | 0                | 0                | 0                | 0                | 16               | 17               |
| 2018  | Formuła 2                                     | Charouz Racing System     | 24               | 0                | 0                | 0                | 2                | 74               | 10               |
| 2019  | Formuła 2                                     | Carlin                    | 22               | 0                | 0                | 0                | 3                | 92               | 8                |
| 2020  | Formuła 1                                     | Haas F1 Team              | Kierowca testowy | Kierowca testowy | Kierowca testowy | Kierowca testowy | Kierowca testowy | Kierowca testowy | Kierowca testowy |
| 2020  | Formuła 2                                     | Charouz Racing System     | 24               | 0                | 0                | 2                | 5                | 134              | 8                |
| 2020  | GT World Challenge Europe Endurance Cup       | GPX Racing                | 3                | 0                | 0                | 0                | 0                | 2                | 32               |
| 2020  | 24h Le Mans – klasa LMP1                      | Rebellion Racing          | 1                | 0                | 0                | 0                | 0                | n.d.             | 4                |
| 2021  | European Le Mans Series – klasa LMP2          | Team WRT                  | 6                | 3                | 0                | 1                | 4                | 118              | 1                |
| 2021  | World Endurance Championship – klasa LMP2     | Inter Europol Competition | 1                | 0                | 0                | 0                | 0                | 15               | 20               |
| 2021  | 24h Le Mans – klasa LMP2                      | Team WRT                  | 1                | 0                | 0                | 0                | 0                | n.d.             | NU               |
| 2022  | FIA World Endurance Championship – LMP2       | Prema Orlen Team          | 5                | 0                | 0                | 1                | 1                | 76*              | 5*               |
| 2022  | IMSA SportsCar Championship – LMP2            | Tower Motorsport          | 7                | 2                | 0                | 2                | 5                | 1712             | 7                |
| 2022  | European Le Mans Series – LMP2                | Prema Racing              | 6                | 4                | 0                | 1                | 5                | 125              | 1                |

† – Jako gość nie mógł zdobywać punktów.

### Formuła V8 3.5
| Rok  | Zespół             | Wyniki w poszczególnych eliminacjach | Wyniki w poszczególnych eliminacjach | Wyniki w poszczególnych eliminacjach | Wyniki w poszczególnych eliminacjach | Wyniki w poszczególnych eliminacjach | Wyniki w poszczególnych eliminacjach | Wyniki w poszczególnych eliminacjach | Wyniki w poszczególnych eliminacjach | Wyniki w poszczególnych eliminacjach | Wyniki w poszczególnych eliminacjach | Wyniki w poszczególnych eliminacjach | Wyniki w poszczególnych eliminacjach | Wyniki w poszczególnych eliminacjach | Wyniki w poszczególnych eliminacjach | Wyniki w poszczególnych eliminacjach | Wyniki w poszczególnych eliminacjach | Wyniki w poszczególnych eliminacjach | Wyniki w poszczególnych eliminacjach | Punkty | Pozycja |
| ---- | ------------------ | ------------------------------------ | ------------------------------------ | ------------------------------------ | ------------------------------------ | ------------------------------------ | ------------------------------------ | ------------------------------------ | ------------------------------------ | ------------------------------------ | ------------------------------------ | ------------------------------------ | ------------------------------------ | ------------------------------------ | ------------------------------------ | ------------------------------------ | ------------------------------------ | ------------------------------------ | ------------------------------------ | ------ | ------- |
| 2015 | Comtec Racing      | ARA                                  | ARA                                  | MON                                  | SPA                                  | SPA                                  | HUN                                  | HUN                                  | RBR                                  | RBR                                  | SIL                                  | SIL                                  | NÜR                                  | NÜR                                  | BUG                                  | BUG                                  | JER                                  | JER                                  |                                      | 0      | 29      |
| 2015 | Comtec Racing      | –                                    | –                                    | –                                    | –                                    | –                                    | –                                    | –                                    | 15                                   | NU                                   | –                                    | –                                    | –                                    | –                                    | –                                    | –                                    | –                                    | –                                    |                                      | 0      | 29      |
| 2016 | Fortec Motorsports | ALC                                  | ALC                                  | HUN                                  | HUN                                  | SPA                                  | SPA                                  | LEC                                  | LEC                                  | SIL                                  | SIL                                  | RBR                                  | RBR                                  | MNZ                                  | MNZ                                  | JER                                  | JER                                  | CAT                                  | CAT                                  | 230    | 2       |
| 2016 | Fortec Motorsports | 1                                    | 5                                    | 3                                    | 4                                    | 3                                    | NU                                   | 6                                    | 1                                    | 10                                   | 6                                    | 2                                    | 4                                    | 2                                    | 3                                    | 12                                   | 2                                    | 2                                    | 4                                    | 230    | 2       |

### GP2
| Legenda oznaczeń w tabelach wyników Wyświetl szablon na nowej stronie | Legenda oznaczeń w tabelach wyników Wyświetl szablon na nowej stronie                                                                     |
| Oznaczenie                                                            | Wyjaśnienie |
| --------------------------------------------------------------------- | --- |
| Złoty                                                                 | Zwycięzca lub mistrzostwo |
| Srebrny                                                               | 2. miejsce lub wicemistrzostwo |
| Brązowy                                                               | 3. miejsce lub II wicemistrzostwo |
| Zielony                                                               | Ukończył, punktował (w klasyfikacji generalnej, gdy zdobył co najmniej jeden punkt na przestrzeni sezonu, poza trzema powyższymi opcjami) |
| Niebieski                                                             | Ukończył, nie punktował (w klasyfikacji generalnej, gdy nie zdobył co najmniej jednego punktu na przestrzeni sezonu)                      |
| Czerwony                                                              | Nie zakwalifikował się (NZ) |
| Czerwony                                                              | Nie prekwalifikował się (NPK) |
| Różowy                                                                | Nie ukończył (NU) |
| Różowy                                                                | Niesklasyfikowany (NS) (w klasyfikacji generalnej, gdy nie został sklasyfikowany w żadnym wyścigu sezonu)                                 |
| Czarny                                                                | Zdyskwalifikowany (DK) |
| Czarny                                                                | Wykluczony (WYK/EX) |
| Biały                                                                 | Nie wystartował (NW) |
| Biały                                                                 | Kontuzjowany (K/INJ) |
| Biały                                                                 | Wyścig odwołany (OD/C) |
| Bez koloru                                                            | Został wycofany (WYC/WD) |
| Bez koloru                                                            | Nie przybył (NP/DNA) |
| Bez koloru                                                            | Nie brał udziału w treningach (NT/DNP) |
| Bez koloru                                                            | Nie został zgłoszony (–) |
| Pogrubienie                                                           | Start z pole position |
| Kursywa                                                               | Najszybsze okrążenie wyścigu |
| †                                                                     | Nie ukończył, ale jego rezultat został zaliczony ze względu na przejechanie więcej niż 90% dystansu wyścigu.                              |
| *                                                                     | Sezon w trakcie |
| 1/2/3                                                                 | Punktowana pozycja w sprincie kwalifikacyjnym                                                                                             |
| Lista systemów punktacji Formuły 1                                    | |

| Rok  | Zespół | Wyniki w poszczególnych eliminacjach | Wyniki w poszczególnych eliminacjach | Wyniki w poszczególnych eliminacjach | Wyniki w poszczególnych eliminacjach | Wyniki w poszczególnych eliminacjach | Wyniki w poszczególnych eliminacjach | Wyniki w poszczególnych eliminacjach | Wyniki w poszczególnych eliminacjach | Wyniki w poszczególnych eliminacjach | Wyniki w poszczególnych eliminacjach | Wyniki w poszczególnych eliminacjach | Wyniki w poszczególnych eliminacjach | Wyniki w poszczególnych eliminacjach | Wyniki w poszczególnych eliminacjach | Wyniki w poszczególnych eliminacjach | Wyniki w poszczególnych eliminacjach | Wyniki w poszczególnych eliminacjach | Wyniki w poszczególnych eliminacjach | Wyniki w poszczególnych eliminacjach | Wyniki w poszczególnych eliminacjach | Wyniki w poszczególnych eliminacjach | Wyniki w poszczególnych eliminacjach | Punkty | Pozycja |
| ---- | ------ | ------------------------------------ | ------------------------------------ | ------------------------------------ | ------------------------------------ | ------------------------------------ | ------------------------------------ | ------------------------------------ | ------------------------------------ | ------------------------------------ | ------------------------------------ | ------------------------------------ | ------------------------------------ | ------------------------------------ | ------------------------------------ | ------------------------------------ | ------------------------------------ | ------------------------------------ | ------------------------------------ | ------------------------------------ | ------------------------------------ | ------------------------------------ | ------------------------------------ | ------ | ------- |
| 2016 | Carlin | CAT                                  | CAT                                  | MON                                  | MON                                  | BAK                                  | BAK                                  | RBR                                  | RBR                                  | SIL                                  | SIL                                  | HUN                                  | HUN                                  | HOC                                  | HOC                                  | SPA                                  | SPA                                  | MNZ                                  | MNZ                                  | SEP                                  | SEP                                  | YAS                                  | YAS                                  | 0      | 26      |
| 2016 | Carlin | –                                    | –                                    | –                                    | –                                    | –                                    | –                                    | –                                    | –                                    | –                                    | –                                    | –                                    | –                                    | –                                    | –                                    | –                                    | –                                    | –                                    | –                                    | –                                    | –                                    | NU                                   | 17                                   | 0      | 26      |

### Formuła 2
| Rok  | Zespół                | Wyniki w poszczególnych eliminacjach | Wyniki w poszczególnych eliminacjach | Wyniki w poszczególnych eliminacjach | Wyniki w poszczególnych eliminacjach | Wyniki w poszczególnych eliminacjach | Wyniki w poszczególnych eliminacjach | Wyniki w poszczególnych eliminacjach | Wyniki w poszczególnych eliminacjach | Wyniki w poszczególnych eliminacjach | Wyniki w poszczególnych eliminacjach | Wyniki w poszczególnych eliminacjach | Wyniki w poszczególnych eliminacjach | Wyniki w poszczególnych eliminacjach | Wyniki w poszczególnych eliminacjach | Wyniki w poszczególnych eliminacjach | Wyniki w poszczególnych eliminacjach | Wyniki w poszczególnych eliminacjach | Wyniki w poszczególnych eliminacjach | Wyniki w poszczególnych eliminacjach | Wyniki w poszczególnych eliminacjach | Wyniki w poszczególnych eliminacjach | Wyniki w poszczególnych eliminacjach | Wyniki w poszczególnych eliminacjach | Wyniki w poszczególnych eliminacjach | Punkty | Pozycja |
| ---- | --------------------- | ------------------------------------ | ------------------------------------ | ------------------------------------ | ------------------------------------ | ------------------------------------ | ------------------------------------ | ------------------------------------ | ------------------------------------ | ------------------------------------ | ------------------------------------ | ------------------------------------ | ------------------------------------ | ------------------------------------ | ------------------------------------ | ------------------------------------ | ------------------------------------ | ------------------------------------ | ------------------------------------ | ------------------------------------ | ------------------------------------ | ------------------------------------ | ------------------------------------ | ------------------------------------ | ------------------------------------ | ------ | ------- |
| 2017 |                       | BHR                                  | BHR                                  | CAT                                  | CAT                                  | MON                                  | MON                                  | BAK                                  | BAK                                  | RBR                                  | RBR                                  | SIL                                  | SIL                                  | HUN                                  | HUN                                  | SPA                                  | SPA                                  | MNZ                                  | MNZ                                  | JER                                  | JER                                  | YAS                                  | YAS                                  |                                      |                                      | 16     | 17      |
| 2017 | Racing Engineering    | 20                                   | 12                                   | 11                                   | 14                                   | 14                                   | 16                                   | NU                                   | 16                                   | 17                                   | 13                                   | 12                                   | 13                                   | 10                                   | 12                                   | –                                    | –                                    | –                                    | –                                    | –                                    | –                                    | –                                    | –                                    |                                      |                                      | 16     | 17      |
| 2017 | Rapax                 | –                                    | –                                    | –                                    | –                                    | –                                    | –                                    | –                                    | –                                    | –                                    | –                                    | –                                    | –                                    | –                                    | –                                    | 14                                   | 12                                   | 7                                    | 4                                    | 17                                   | 12                                   | 10                                   | NU                                   |                                      |                                      | 16     | 17      |
| 2018 | Charouz Racing System | BHR                                  | BHR                                  | BAK                                  | BAK                                  | CAT                                  | CAT                                  | MON                                  | MON                                  | LEC                                  | LEC                                  | RBR                                  | RBR                                  | SIL                                  | SIL                                  | HUN                                  | HUN                                  | SPA                                  | SPA                                  | MNZ                                  | MNZ                                  | SOC                                  | SOC                                  | YAS                                  | YAS                                  | 74     | 10      |
| 2018 | Charouz Racing System | 13                                   | 9                                    | NU                                   | 10                                   | NU                                   | 10                                   | 4                                    | 2                                    | 6                                    | 2                                    | NU                                   | NU                                   | 4                                    | 5                                    | 17                                   | 9                                    | 18                                   | 13                                   | 13                                   | 11                                   | 12                                   | 13                                   | 6                                    | 6                                    | 74     | 10      |
| 2019 | Carlin                | BHR                                  | BHR                                  | BAK                                  | BAK                                  | CAT                                  | CAT                                  | MON                                  | MON                                  | LEC                                  | LEC                                  | RBR                                  | RBR                                  | SIL                                  | SIL                                  | HUN                                  | HUN                                  | SPA                                  | SPA                                  | MNZ                                  | MNZ                                  | SOC                                  | SOC                                  | YAS                                  | YAS                                  | 92     | 8       |
| 2019 | Carlin                | 5                                    | 5                                    | NU                                   | NU                                   | 12                                   | 11                                   | 7                                    | 2                                    | NU                                   | 7                                    | 7                                    | NU                                   | 7                                    | 2                                    | NU                                   | 13                                   | OD                                   | OD                                   | NU                                   | 8                                    | 3                                    | 14                                   | 4                                    | 6                                    | 92     | 8       |
| 2020 | Charouz Racing System | RBR                                  | RBR                                  | RBR                                  | RBR                                  | HUN                                  | HUN                                  | SIL                                  | SIL                                  | SIL                                  | SIL                                  | CAT                                  | CAT                                  | SPA                                  | SPA                                  | MNZ                                  | MNZ                                  | MUG                                  | MUG                                  | SOC                                  | SOC                                  | BHR                                  | BHR                                  | BHR                                  | BHR                                  | 134    | 8       |
| 2020 | Charouz Racing System | 7                                    | 2                                    | 19                                   | 12                                   | 7                                    | 6                                    | 6                                    | 3                                    | 5                                    | 4                                    | 10                                   | 9                                    | 4                                    | 6                                    | 8                                    | 4                                    | 3                                    | 2                                    | 18                                   | 17                                   | 16                                   | 3                                    | 12                                   | 13                                   | 134    | 8       |

### Le Mans
| Rok  | Zespół           | Partnerzy                      | Samochód             | Klasa | Okrążenia | Poz. | Klasa Poz. |
| ---- | ---------------- | ------------------------------ | -------------------- | ----- | --------- | ---- | ---------- |
| 2020 | Rebellion Racing | Nathanaël Berthon Romain Dumas | Rebellion R13-Gibson | LMP1  | 381       | 4    | 4          |
| 2021 | Team WRT         | Robert Kubica Ye Yifei         | Oreca 07-Gibson      | LMP2  | 362       | NS   | NS         |
| 2022 | Prema Orlen Team | Robert Kubica Lorenzo Colombo  | Oreca 07-Gibson      | LMP2  | 369       | 6    | 2          |

### FIA World Endurance Championship
| Sezon | Zespół                    | Klasa | Samochód | Silnik                | Wyniki w poszczególnych rundach | Wyniki w poszczególnych rundach | Wyniki w poszczególnych rundach | Wyniki w poszczególnych rundach | Wyniki w poszczególnych rundach | Wyniki w poszczególnych rundach | Pozycja | Punkty |
| 2021  | Inter Europol Competition | LMP2  | Oreca 07 | Gibson GK428 4.2 L V8 | SPA                             | ALG                             | MNZ                             | LMS                             | BAH                             | BAH                             | 20      | 15     |
| ----- | ------------------------- | ----- | -------- | --------------------- | ------------------------------- | ------------------------------- | ------------------------------- | ------------------------------- | ------------------------------- | ------------------------------- | ------- | ------ |
| 2021  | Inter Europol Competition | LMP2  | Oreca 07 | Gibson GK428 4.2 L V8 | –                               | 5                               | –                               | –                               | –                               | –                               | 20      | 15     |
| 2022  | Prema Orlen Team          | LMP2  | Oreca 07 | Gibson GK428 4.2 L V8 | SEB                             | SPA                             | LMS                             | MNZ                             | FUJ                             | BAH                             | 5*      | 76*    |
| 2022  | Prema Orlen Team          | LMP2  | Oreca 07 | Gibson GK428 4.2 L V8 | 4                               | 7                               | 2                               | 6                               | 6                               |                                 | 5*      | 76*    |

### European Le Mans Series
| Sezon | Zespół       | Klasa | Samochód | Silnik                | Wyniki w poszczególnych rundach | Wyniki w poszczególnych rundach | Wyniki w poszczególnych rundach | Wyniki w poszczególnych rundach | Wyniki w poszczególnych rundach | Wyniki w poszczególnych rundach | Pozycja | Punkty |
| 2021  | Team WRT     | LMP2  | Oreca 07 | Gibson GK428 4.2 L V8 | CAT                             | RBR                             | LEC                             | MNZ                             | SPA                             | ALG                             | 1       | 118    |
| ----- | ------------ | ----- | -------- | --------------------- | ------------------------------- | ------------------------------- | ------------------------------- | ------------------------------- | ------------------------------- | ------------------------------- | ------- | ------ |
| 2021  | Team WRT     | LMP2  | Oreca 07 | Gibson GK428 4.2 L V8 | 1                               | 1                               | 5                               | 4                               | 1                               | 2                               | 1       | 118    |
| 2022  | Prema Racing | LMP2  | Oreca 07 | Gibson GK428 4.2 L V8 | LEC                             | IMO                             | MNZ                             | CAT                             | SPA                             | ALG                             | 1       | 125    |
| 2022  | Prema Racing | LMP2  | Oreca 07 | Gibson GK428 4.2 L V8 | 1                               | 1                               | 5                               | 1                               | 3                               | 1                               | 1       | 125    |

### IMSA SportsCar Championship
| 3 | 7 | 1 | – | 2 | 2 | 1 |